# Гуджрал, Индер Кумар
Индер Кумар Гуджрал (хинди इन्द्र कुमार गुजराल; 4 декабря 1919 — 30 ноября 2012) — индийский государственный и политический деятель, премьер-министр Индии (1997—1998).

## Биография
Родился 4 декабря 1919 года в Джеламе. Происходит из племени хатри (искаж., панджабск. Кшатрии). Родители были борцами с английским колониализмом. Жизнь в политике начал довольно рано — уже в одиннадцатилетнем возрасте был впервые арестован и жестоко избит в полиции за организацию детского антиправительственного движения в родном городе Джелам.

### Политическая деятельность
В период 1956—1964 годов — вице-президент муниципального комитета Нью-Дели, с 1964 по 1976 год — член Раджья сабхи — верхней палаты индийского парламента.
В июне 1975 года назначен министром информации и связи в правительстве Индиры Ганди. С 1976 по 1980 год был послом Республики Индии в Советском Союзе.
В середине 1980-х покинул Индийский национальный конгресс и вступил в партию Джаната дал. Был министром иностранных дел Индии в кабинетах Вишваната Пратапа Сингха (1989—1990) и Хараданахалли Деве Говды (1996—1998). Перед избранием премьер-министром Индии в апреле 1997 года занимал различные посты в правительстве.

### Премьер-министр Индии
Правительство Гуджрала стало итогом парламентского компромисса между Конгрессом и Объединённым фронтом, нежелавшими проведения досрочных всеобщих парламентских выборов после отставки правительства Деве Говды.
Однако компромисс продержался недолго: после того, как были обнародованы документы, подтверждающие связь одной из южноиндийских партий (ДМК, Дравида Муннетра Кажагам) с Тиграми освобождения тамил илама, ответственными за убийство Раджива Ганди, Конгресс потребовал отставки министров — членов ДМК. Этого сделано не было и 28 ноября 1997 года Конгресс отозвал свою поддержку правительству Гуджрала, следствием чего стала его отставка. Новые всеобщие выборы были назначены на февраль-март 1998 года. В 1998—1999 годах был членом Лок сабхи от избирательного округа Джаландхар.

## Награды
- Орден Дружбы (25 сентября 2000 года, Россия) — за большой вклад в развитие российско-индийских отношений и укрепление дружбы между народами Российской Федерации и Республики Индии[4]
- Международная премия «Диалог цивилизаций» (2002)